# Джонсон, Энтони (боец)
Энтони Кевоа Джонсон (англ. Anthony Kewoa Johnson; 6 марта 1984, Даблин, Джорджия — 13 ноября 2022, Джорджия) — американский спортсмен, выступавший в смешанных единоборствах под эгидой UFC, в полутяжёлом весе. Бывший претендент на титул чемпиона UFC в полутяжёлом весе. Снялся в фильме Воин (2011) в роли бойца Орландо «Полночь» Ли (англ. Midnight). В 2021 году являлся бойцом организации Bellator.
В активе имел победы над такими знаменитыми бойцами, как Андрей Орловский, Фил Дэвис, Антониу Рожериу Ногейра, Александр Густафссон, Райан Бейдер и Гловер Тейшейра.

## Смешанные единоборства

### Ultimate Fighting Championship
Энтони Джонсон дебютировал на UFC Fight Night 10, нокаутировав Чада Райнера через тридцать секунд после начала боя. Дрался в дивизионах от полусреднего (70—77 кг) до полутяжёлого (84—93 кг). Неоднократно проваливал взвешивания, поэтому перешёл в полутяжёлый вес, вышел на серию побед нокаутами и дошёл до титульного боя.

### Бой за титул чемпиона UFC
23 мая 2015 года Энтони Джонсон бился на турнире UFC 187 за титул чемпиона UFC в полутяжёлом весе.
Первоначально Энтони должен был драться за титул полутяжёлого веса с чемпионом UFC (на тот момент) Джоном Джонсом. Однако, вследствие проблем с законом у последнего и последующего его лишения пояса был объявлен бой за вакантный титул между Энтони Джонсоном и Даниэлем Кормье.
С первой минуты раунда Джонсон начал активно проводить комбинации ударов руками и ногами и даже сумел отправить Даниэля в нокдаун. Однако Кормье быстро восстановился и стал навязывать свой бой в клинче и партере. Во втором раунде положение Энтони ухудшилось вдвойне, он в очередной раз был переведён Даниэлем в партер, откуда тот периодически наносил удары руками и локтями и едва не взял Джонсона болевым на руку. В третьем раунде Джонсон попытался реваншировать, сумев прижать Кормье к сетке и проведя один тейкдаун, но навыки борьбы Кормье и большая усталость Джонсона не позволили ему продлить успех. Даниэль зашёл за спину сидящего противника и провёл удушающий приём, Энтони был вынужден сдаться, проиграв тем самым бой за титул.
В апреле 2017 году в титульном бою вновь потерпел поражение от Дэниела Кормье, после чего объявил о завершении карьеры профессионального бойца.

### Проблемы с законом
Энтони Джонсон неоднократно подвергался государственному преследованию из-за употребления наркотиков и обвинений в рукоприкладстве.
6 июня 2019 года Джонсон был вызван в суд по обвинению в домашнем насилии. Женщина, чьё имя остается в тайне по её желанию, утверждала, что она собирала вещи Джонсона, чтобы выгнать его из своего дома. Женщина была в истерике от того, что Джонсон применил против неё грубую силу, но не имела никаких видимых травм в момент, когда прибыла полиция, согласно отчёту. Полиция заявила, что женщина отказалась написать письменное заявление. Джонсону было приказано держаться подальше от подруги, воздерживаться от владения оружием и употребления наркотиков или алкоголя.
Энтони Джонсон уже находился под судебным запретом приближаться ближе чем на 1 км к другой женщине, которая утверждала, что он применял насилие к ней и вообще опасен для общества ввиду своей неадекватности. В результате чего «Рамблу» было представлено обвинение. Адвокат Джонсона утверждал, что его обвиняют в онлайн-преследовании, угрозах и публикации интимных изображений женщины. По её словам, «Рамбл» имел множество проблем с психикой.
Обвинения в домашнем насилии остановили карьеру Джонсона в UFC в 2014 году после того, как мать его двух детей заявила полиции, что она получила угрозы убийством от друзей Джонсона и что он ударил её, выбив два зуба в 2012 году. UFC провела расследование в отношении Джонсона и разрешила ему соревноваться после того, как женщина отозвала заявление. В 2015 году она же обвинила Джонсона в очередном преследовании, хотя дело в этот раз было отклонено.
11 мая 2021 года был арестован по обвинению в краже личности: он использовал чужую банковскую карту для покупки билетов на самолёт.

### Возвращение в MMA
В августе 2019 года Энтони Джонсон официально объявил, что вернется в список USADA тестируемых на допинг бойцов, дабы провести первый после возвращения бой в апреле 2020 года. 18 августа 2020 года «Рамбл» начал тестироваться USADA на наличие запрещенных веществ. Однако из-за пандемии коронавируса возвращение «Рамбла» в UFC должно было состояться только в начале 2021 года.
Bellator MMA
В декабре 2020 года Джонсон подписал контракт с другим бойцовским промоушеном Bellator MMA, сразу же став участником гран-при в полутяжёлом весе.

## Смерть
13 ноября 2022 года стало известно, что Энтони Джонсон скончался после продолжительной болезни.

## Титулы и достижения

### Смешанные единоборства
- Ultimate Fighting Championship
  - Обладатель премии «Лучший бой вечера» (один раз) против Джоша Кошчека
  - Обладатель премии «Лучший нокаут вечера» (два раза) против Кевина Бернса и Чарли Бреннемана
  - Обладатель премии «Выступление вечера» (пять раз) против Антонио Ногейра Рожериу, Александа Густафсона, Джими Манува, Райана Бейдера и Гловера Тейшеру

## Статистика выступлений в смешанных единоборствах
| Боёв 29  | Побед 23 | Поражений 6 |
| -------- | -------- | ----------- |
| Нокаутом | 17       | 1           |
| Сдачей   | 0        | 5           |
| Решением | 6        | 0           |

| Результат | Рекорд | Соперник                | Способ                    | Турнир                               | Дата             | Раунд | Время | Место                    | Примечание |
| --------- | ------ | ----------------------- | ------------------------- | ------------------------------------ | ---------------- | ----- | ----- | ------------------------ | --- |
| Победа    | 23-6   | Хосе Аугусто Азеведу    | KO (удар)                 | Bellator 258                         | 7 мая 2021       | 2     | 1:30  | Анкасвилл, США           | Четвертьфинал Гран-при Bellator в полутяжёлом весе; Позже снялся с турнира из-за болезни                                                                     |
| Поражение | 22-6   | Дэниел Кормье           | Сдача (удушение сзади)    | UFC 210                              | 8 апреля 2017    | 2     | 3:37  | Буффало, США             | Бой за титул чемпиона UFC в полутяжёлом весе. |
| Победа    | 22-5   | Гловер Тейшейра         | KO (удар)                 | UFC 202                              | 20 августа 2016  | 1     | 0:13  | Лас-Вегас, США           | «Выступление вечера» (5) |
| Победа    | 21-5   | Райан Бейдер            | KO (удары)                | UFC on Fox: Джонсон vs. Бейдер       | 30 января 2016   | 1     | 1:26  | Ньюарк, США              | «Выступление вечера» (4) |
| Победа    | 20-5   | Джими Манува            | KO (удар)                 | UFC 191                              | 5 сентября 2015  | 2     | 0:28  | Лас Вегас, США           | «Выступление вечера» (3) |
| Поражение | 19-5   | Даниэль Кормье          | Сдача (удушение сзади)    | UFC 187                              | 23 мая 2015      | 3     | 2:39  | Лас Вегас, США           | Бой за титул чемпиона UFC в полутяжёлом весе. |
| Победа    | 19-4   | Александр Густафссон    | TKO (удары)               | UFC on Fox: Густафссон vs. Джонсон   | 24 января 2015   | 1     | 2:15  | Стокгольм, Швеция        | «Выступление вечера» (2) |
| Победа    | 18-4   | Антониу Рожериу Ногейра | KO (удары)                | UFC on Fox: Лоулер vs. Браун         | 26 июля 2014     | 1     | 0:44  | Сан-Хосе, США            | «Выступление вечера» (1) |
| Победа    | 17-4   | Фил Дэвис               | Единогласное решение      | UFC 172                              | 26 апреля 2014   | 3     | 5:00  | Балтимор, США            | |
| Победа    | 16-4   | Майк Кайл               | KO (удары)                | WSOF 8                               | 18 января 2014   | 1     | 2:03  | Холливуд , США           | |
| Победа    | 15-4   | Андрей Орловский        | Единогласное решение      | WSOF 2                               | 23 марта 2013    | 3     | 5:00  | Атлантик-Сити, США       | Бой в тяжёлом весе. |
| Победа    | 14-4   | Ди Джей Линдерман       | KO (удар)                 | WSOF 1                               | 3 ноября 2012    | 1     | 3:58  | Лас Вегас, США           | |
| Победа    | 13-4   | Джейк Рошолт            | TKO (удар ногой в голову) | Xtreme Fight Night 9                 | 21 сентября 2012 | 2     | 4:22  | Талса, США               | |
| Победа    | 12-4   | Эстевен Джонс           | TKO (удары)               | Titan Fighting Championships 24      | 24 августа 2012  | 2     | 0:51  | Канзас-Сити, США         | Дебют в полутяжёлом весе. |
| Победа    | 11-4   | Дэвид Бранч             | Единогласное решение      | Titan Fighting Championships 22      | 25 мая 2012      | 3     | 5:00  | Канзас-Сити, США         | Промежуточный вес (195 фунтов); оба бойца не уложились в вес.                                                                                                |
| Поражение | 10-4   | Витор Белфорт           | Сдача (удушение сзади)    | UFC 142                              | 14 января 2012   | 1     | 4:49  | Рио-де-Жанейро, Бразилия | Дебют в среднем весе; Джонсон не уложился в вес (197 фунтов).                                                                                                |
| Победа    | 10-3   | Чарли Бриниман          | KO (удар ногой в голову)  | UFC Live: Cruz vs. Johnson           | 1 октября 2011   | 1     | 2:49  | Вашингтон, США           | «Лучший нокаут вечера» (2) |
| Победа    | 9-3    | Дэн Харди               | Единогласное решение      | UFC Fight Night: Ногейра vs. Дэвис   | 26 марта 2011    | 3     | 5:00  | Сиэтл, США               | |
| Поражение | 8-3    | Джош Косчек             | Сдача (удушение сзади)    | UFC 106                              | 21 ноября 2009   | 2     | 4:47  | Лас Вегас, США           | «Лучший бой вечера» (1) |
| Победа    | 8-2    | Ёсиюки Ёсида            | TKO (удары)               | UFC 104                              | 24 октября 2009  | 1     | 0:41  | Лос-Анджелес, США        | Промежуточный вес (176 фунтов); Джонсон не уложился в вес.                                                                                                   |
| Победа    | 7-2    | Луиджи Фьораванти       | TKO (удары)               | UFC Fight Night: Лаузон vs. Стивенс  | 7 февраля 2009   | 1     | 4:39  | Тампа, США               | |
| Победа    | 6-2    | Кевин Бёрнс             | KO (удар ногой в голову)  | The Ultimate Fighter: Ногейра vs Мир | 13 декабря 2008  | 3     | 0:28  | Лас Вегас, США           | «Лучший нокаут вечера» (1) |
| Поражение | 5-2    | Кевин Бёрнс             | TKO (травма глаза)        | UFC Fight Night: Сильва vs Ирвин     | 19 июля 2008     | 3     | 3:35  | Лас Вегас, США           | Джонсон подал апелляцию с требованием отменить результат из-за травмы, полученной в результате многократных тычков в глаза, но апелляция была отклонена NSAC |
| Победа    | 5-1    | Том Спир                | KO (удары)                | UFC Fight Night: Флориан vs Лаузон   | 2 апреля 2008    | 1     | 0:51  | Брумфилд, США            | |
| Поражение | 4-1    | Рич Клименти            | Сдача (удушение сзади)    | UFC 76                               | 22 сентября 2007 | 2     | 3:05  | Анахайм, США             | Промежуточный вес (177 фунтов); Джонсон не уложился в вес.                                                                                                   |
| Победа    | 4-0    | Чад Рейнер              | KO (удары)                | UFC Fight Night: Стаут vs Фишер      | 12 июня 2007     | 1     | 0:13  | Холливуд , США           | |
| Победа    | 3-0    | Кейт Вилсон             | Решение большинства       | Rocky Mountain Nationals: Demolition | 16 сентября 2006 | 2     | 5:00  | Денвер, Колорадо, США    | Выиграл финал турнира Rocky Mountain Nationals Tournament.                                                                                                   |
| Победа    | 2-0    | Рич Масковиц            | Единогласное решение      | Rocky Mountain Nationals: Demolition | 16 сентября 2006 | 2     | 5:00  | Денвер, США              | |
| Победа    | 1-0    | Хонатан Ромеро          | TKO (удары)               | PF 2: Live MMA                       | 16 августа 2006  | 1     | 1:09  | Холливуд , США           | |